# Accra Daily Mail
Accra Daily Mail var en engelsk sproget nyhedsavis fra Accra i Ghana. Fra 2009 udkom den to gange om ugen under navnet The Mail.

## References
1. ↑  "The Accra Daily Mail relaunches in Ghana" (engelsk). Hentet 16. marts 2024.